# Thinktank, Museu de la Ciència de Birmingham
Thinktank, Museu de la Ciència de Birmingham  (Thinktank, Birmingham Science Museum, anteriorment conegut com simplement Thinktank) és un museu de ciència a Birmingham, Anglaterra. Inaugurat El 2001, forma part de Birmingham Museum Trust i es troba dins del complex Millennium Point en Curzon Street, Digbeth.

## Història
La Col·lecció de Ciència i Indústria de Birmingham va començar a mitjan segle xix, consistint inicialment en col·leccions del comerç d'armes i la Birmingham Proof House. El Museu de Birmingham & Galeria d'Art va obrir les portes el 1885, incloent-hi col·leccions científiques. El 1951 el Museu de Ciència i Indústria va obrir les portes a Elkington Silver Electroplating Works, Newhall Street. Els anys següents, el museu va adquirir artefactes individuals, així com col·leccions senceres, relacionats amb la indústria local i la història de la ciència i la tecnologia.
L'Ajuntament de Birmingham va decidir el 1995 reubicar el museu quan la Comissió del Mil·lenni li va donar l'oportunitat de construir un nou edifici. L'antic museu va tancar el 1997 i Thinktank va obrir les portes el 29 de setembre de 2001 com a part del complex de Millennium Point que va costar 114 milions de lliures. Va ser finançat per l'Ajuntament de Birmingham, amb el suport de la Comissió del Mil·lenni.
Encara que el museu de ciències anterior era d'entrada lliure, Thinktank ara cobra una d'entrada. El 2005 el museu va sofrir una millora de 2 milions de lliures, inclosa la instal·lació d'un planetari. El 2007 havia rebut més d'1 milió de visitants. L'abril de 2012, Birmingham Museum Trust va assumir la responsabilitat de govern i gestió de Thinktank, juntament amb altres vuit llocs.
El març de 2015, es va inaugurar una nova "galeria Spitfire", relacionant els avions exhibits amb la seva producció, localment. Entre les noves exposicions es troba un casc de cuir que anteriorment pertanyia a Helen Kerly, una de les dues úniques dones civils britàniques que va volar durant la Segona Guerra Mundial.